# صعلوک بن محمد
صعلوک بن محمد یکی از فرزندان محمد بن مسافر و برادر مرزبان بن محمد و وهسودان بن محمد بود. وی از سال ۲۳۶ ه‍.ق در سپاه دیسم الکردی حضور داشت و سرانجام در سال ۳۳۰ از برادرش مرزبان حمایت نمود و این یکی از عوامل مهم فتح آذربایجان توسط سلاریان بود.

## خانواده و تبار
صعلوک، یکی از سه پسر محمد بن مسافر بود. دو پسر دیگر محمد بن مسافر، مرزبان و وهسودان بودند. از میان پسران محمد بن مسافر، وهسودان دومین پسر، و مرزبان آخرین بود.

## فعالیت‌ها
دیسم بن ابراهیم کردی که پس از مرگ یوسف بن ابوالساج قدرت را در آذربایجان به دست گرفته بود، در جنگی از لشکری بن مردی شکست خورد. او از منطقه فرار کرده و نزد وشمگیر زیاری در ری رفت. آنها توافق کردند دیسم سالانه صدهزار دینار خراج به زیاریان بپردازد و خطبه را به نام وشمگیر کند؛ و در ازای آن وشمگیر ۱۰٬۰۰۰ سواره‌نظام را برای بازپس‌گیری آذربایجان در اختیار دیسم بگذارد. وقتی دیسم به معیت لشکری ۱۰٬۰۰۰ نفره‌اش ری را به مقصد آذربایجان ترک می‌کرد، یکی از فرماندهانی که همراه او شد صعلوک بن محمد بود.
به نظر می‌رسد صعلوک در حمله مرزبان بن محمد به آذربایجان نقشی مهم ایفا کرد. زمانی که مرزبان در سال ۳۳۰ به آذربایجان لشکر کشید، سپاه دیسم و سپاه مرزبان در میدان با یکدیگر روبرو شدند، اما در این میان دیلمیان سپاه دیسم او را رها کرده و به نیروهای مرزبان ملحق شدند. دیسم نیز لاجرم گریخت و به پادشاهی واسپوراکان در ارمنیه پناهنده شد. به نظر می‌رسد صعلوک دیلمیان سپاه دیسم را به خیانت علیه او و پیوستن به برادرش تحریک کرده بود.